# Періклемен (син Нелея)
Періклемен (дав.-гр. Περικλύμενος) — персонаж давньогрецької міфології, цар Мессенії.

## Життєпис
Син царя Нелея і Хлориди, доньки Амфіона. Його дід, бог Посейдон обдарував, Періклімена надзвичайною силою і здатністю прибирати різних постатей — птаха, звіра, дерева тощо. Періклемен був учасником походу аргонавтів. Після брата Нестор успадкував владу в Мессенії.
Коли Геракл, спустошуючи Пілос, почав убивати синів Нелея, Періклемен, щоб урятуватися від смерті, обернувся на лева, потім на вужа, а далі — на комаху і сів на упряжі Гераклових коней. За допомогою Афіни герой упізнав його і схопив палицю. Тим часом Періклемен перетворився в орла й намагався виклювати Гераклові очі. Геракл убив орла своєю несхибною стрілою.
Міф використано у «Метаморфозах» Овідія, де розповідається як Періклімен навернувся на орла, якого було поранено в праве крило Гераклом. При падіння ця ж стріла пробила ліву пахву, що стало смертельним. Владу над пілосом невдовзі отримав його син Пентіл.